# Jamel Debbouze
Pour les articles homonymes, voir Debbouze.
Jamel Debbouze, né le 18 juin 1975 à Paris 10e, est un humoriste, acteur et producteur franco-marocain.
Révélé à la fin des années 1990 par ses prestations sur Radio Nova et Canal+, il devient une vedette comique en France et au Maroc, notamment grâce à des one-man-shows et des films à petit budget bien reçus par la critique : Zonzon (1998) et Le Ciel, les Oiseaux et... ta mère ! (1999).
Il s'impose comme une valeur sûre grâce à des seconds rôles dans des films à grand succès : Le Fabuleux Destin d'Amélie Poulain (2001) et Astérix et Obélix : Mission Cléopâtre (2002).
Il enchaîne ensuite les premiers rôles, dans un registre dramatique : Angel-A (2005), Indigènes (2006), Parlez-moi de la pluie (2008), Hors-la-loi (2010). Il retrouve aussi Alain Chabat pour la comédie familiale Sur la piste du Marsupilami (2012).
Durant les années 2010, il produit et joue dans des comédies dramatiques sociales et humanistes : Né quelque part (2013), La Marche (2013), La Vache (2016). Parallèlement, il s'associe à des humoristes populaires pour des productions commerciales : Florence Foresti pour Hollywoo (2011), Kev Adams pour Alad'2 (2018).
Derrière la caméra, il lance aussi divers projets comme le Jamel Comedy Club (depuis 2006), le festival Marrakech du rire (depuis 2011) ou le film d'animation Pourquoi j'ai pas mangé mon père (2015).

## Biographie

### Jeunesse
Jamel Debbouze naît le 18 juin 1975 à l'hôpital Lariboisière dans le 10e arrondissement de Paris,. En 1976, son père employé à la RATP et sa mère préposée au service du nettoyage dans le groupe Bouygues, décident de partir pour Taza, une ville marocaine d'où ils sont originaires ; le séjour dure deux années jusqu'au retour en France, à Paris puis à Trappes en 1983. Jamel est l'aîné d'une fratrie de cinq garçons, Mohammed, Hayat, Karim, Rachid et une fille, Nawel.
Jamel Debbouze connaît une jeunesse difficile ; il participe à des actions de bandes de quartier et flirte avec la petite délinquance. Le 17 janvier 1990, à la gare de Trappes, en tentant de traverser la voie, il est happé par le train Paris-Nantes, en même temps qu'un garçon de son âge, Jean-Paul Admette (fils du chanteur réunionnais Michel Admette). Celui-ci est tué, tandis que Debbouze est gravement blessé et perd l'usage de son bras droit. À la suite de l'accident, une procédure judiciaire est intentée, par Michel Admette et son épouse, à l'encontre de Debbouze — âgé de 14 ans à l'époque des faits — pour homicide involontaire. Elle se conclut par un non-lieu.
Cet accident marque un tournant dans la vie de l'adolescent. Physiquement diminué, il est contraint de se trouver de nouvelles activités, mais aussi de s'inventer un personnage pour se singulariser. Tirant parti de son handicap, avec lequel il se donne une allure comique, il commence à pratiquer l'improvisation théâtrale pour laquelle il se découvre un don.
Remarqué par Alain Degois, directeur de la compagnie théâtrale d'improvisation de Trappes, Déclic Théâtre, Jamel Debbouze fait ses débuts au théâtre en 1991, et va en finale du championnat de France junior de la Ligue d'improvisation française. En juillet 1992, il participe à une rencontre internationale d'improvisation expérimentale à Montréal, Québec. Il se produit à deux reprises, en 1992 et 1993, devant le président de la République François Mitterrand, et fait par ailleurs la connaissance de l'humoriste Smaïn, qui le soutient à ses débuts. Le 1er juillet 1993, il fait une première apparition télévisée sur la chaîne marocaine 2M, et à la télévision française, dans la soirée consacrée au Téléthon que parraine Michel Sardou, le 4 décembre 1993.

### Révélation à la radio et premiers rôles sur les écrans (1992-1996)

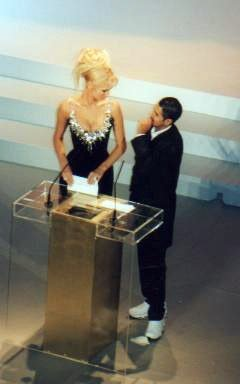
Avec Adriana Karembeu à la cérémonie des César en février 1999.

En 1992, Jamel signe son premier court-métrage Les pierres bleues du désert réalisé par Nabil Ayouch.
En 1995, Jamel Debbouze est repéré par Jean-François Bizot et Jacques Massadian de Radio Nova, qui vont le faire connaître (ce dernier deviendra par ailleurs son agent). Il débute alors sur Radio Nova avec son émission le K-X. placée juste avant l'émission hip-hop de Skyrock Le Cut-Killer Show, puis fait ses débuts télévisuels en 1996 sur Paris Première, chaîne du câble assez confidentielle à l'époque, dans une émission coproduite par Radio Nova et la chaîne. Parallèlement à sa carrière télévisuelle, il triomphe avec son premier one-man-show.
En 1996, Jamel débute pour son premier rôle au cinéma dans la comédie Les Deux Papas et la Maman réalisé par Jean-Marc Longval et Smaïn.

### Succès à la télévision et au cinéma (1998-2005)

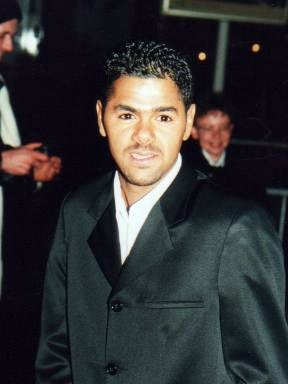
Jamel Debbouze en 2001 à la des César.

Il lance sa chronique Le Cinéma de Jamel sur Canal+, en 1998, et sur cette même chaîne, participe peu après à la série à succès H, entre autres aux côtés des comiques Éric et Ramzy.
Il débute au cinéma et se fait remarquer, en 1998, avec Zonzon de Laurent Bouhnik. L'année suivante la comédie Le Ciel, les Oiseaux et... ta mère ! d'un autre cinéaste débutant, Djamel Bensalah. En 1999, il fait une apparition dans le clip Tomber la chemise de Zebda,.
L'acteur participe ensuite à deux succès de l'histoire du cinéma français. Il tient en 2001 un rôle secondaire dans Le Fabuleux Destin d'Amélie Poulain de Jean-Pierre Jeunet et, en 2002, joue dans Astérix et Obélix : Mission Cléopâtre, d'Alain Chabat et participe à la bande originale, en accompagnant le rappeur américain Snoop Dogg sur la chanson Mission Cleopatra ; ces succès marchent également très bien à l'étranger. En 2003, il fait une apparition dans le clip Les Sales Gosses de Dadoo avec Éric et Ramzy, Dieudonné et JoeyStarr.
Proche du roi du Maroc Mohammed VI, soutenu par Luc Besson et Gérard Depardieu, en 2002, Jamel Debbouze ambitionne de créer un « Hollywood du désert », un ensemble de studios de tournage qui assureraient du travail à de nombreux Marocains. Prévu pour 2004, ce projet n'a pas encore vu le jour et suscite des interrogations dans la presse marocaine.
En 2005, il tient le rôle principal de Angel-A, film romantique au ton décalé mis en scène par Luc Besson.

### Diversification (2006-2009)

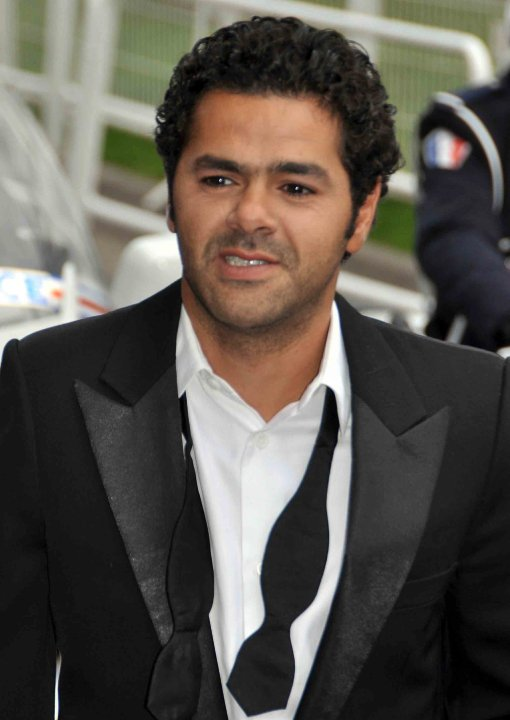
Jamel Debbouze au festival de Cannes 2010.

En 2006, il défend un projet personnel en étant coproducteur et acteur principal du film historique Indigènes, qui rend hommage aux soldats nord-africains ayant combattu pour la France pendant la Seconde Guerre mondiale. Pour ce film il reçoit, avec Samy Naceri, Roschdy Zem, Sami Bouajila et Bernard Blancan, le prix d'interprétation masculine de la 59e édition du Festival de Cannes.
S'il s'éloigne de l'humour au cinéma, il continue à le soutenir à la télévision : en juillet 2006, il présente ainsi le Jamel Comedy Club sur Canal+ et sort aussi un DVD.
En avril 2008, Jamel Debbouze inaugure son théâtre à Paris, le Comedy Club, au 42 du boulevard Bonne-Nouvelle, implanté dans un ancien cinéma qui accueille jusqu’à 134 spectateurs : son objectif est de permettre à de jeunes talents de la scène comique d’éclore.
Au cinéma, il multiplie les collaborations inédites évoluant par exemple en 2008 aux côtés de Jean-Pierre Bacri dans la comédie dramatique Parlez-moi de la pluie, d'Agnès Jaoui.
En 2009, il collabore avec le groupe de rap 113 et Awa Imani pour le projet Maghreb United de Rim'K. Il est présent sur la chanson et le clip de Célébration de l'album Chef de famille de Rim'K.

### Retour sur scène (depuis 2010)

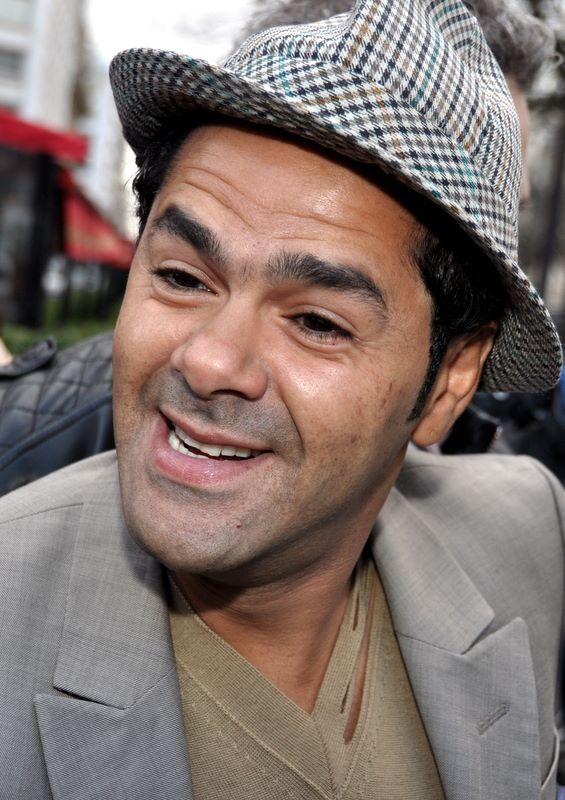
Jamel Debbouze au déjeuner des nommés des César du cinéma 2013.

En 2010, il est invité à la dernière représentation du spectacle de Gad Elmaleh intitulé « Papa est en haut » diffusé en direct sur TF1. À cette occasion, Jamel Debbouze annonce son retour sur scène en février 2011 au Casino de Paris. Le 1er décembre 2010 sort un DVD, intitulé Made in Jamel avec Gad Elmaleh, Florence Foresti, Élie Semoun, Stromae, Didier Bourdon et Sophie Mounicot, qui confirme ce retour à l'humour. Au début de l'année suivante (le 4 janvier), à Colombes, il joue la première représentation du spectacle, Jamel improvise, avant d'enchainer tous les soirs avec Tout sur Jamel du 1er au 20 février au Casino de Paris. Le 16 novembre 2011 sort le DVD du même nom qu'il dédicace le jour de sa sortie au Virgin des Champs-Élysées.
Il retrouve ceux qui l'ont imposé en acteur à suivre : Rachid Bouchareb pour Hors-la-loi en 2010 et Alain Chabat deux années plus tard qui lui offre l'un des rôles principaux dans Sur la piste du Marsupilami, son quatrième long-métrage. Le joli succès de ce projet destiné surtout aux enfants permet de rattraper l'échec critique, l'année précédente, de la comédie franco-américaine Hollywoo, de Frédéric Berthe, dont il partageait l'affiche avec Florence Foresti.
En 2011 toujours, il organise un festival international du rire à Marrakech durant une semaine, qui se termine avec un spectacle comprenant entre autres Gad Elmaleh, Florence Foresti, Élie Semoun, Kev Adams et Omar Sy. Le 7 mars 2012 sort le premier DVD intitulé Jamel au Marrakech du rire. Depuis, le festival du Marrakech du rire continue tous les ans début juin. Le second gala de clôture a encore accueilli Gad Elmaleh et Omar Sy, ainsi que Rachid Badouri, Julie Ferrier, Ary Abittan, François-Xavier Demaison et des artistes du Jamel Comedy Club.
En septembre 2012, il fait une apparition dans le clip Hello du chanteur Merlot.
Le 20 décembre de la même année, il joue la dernière de son spectacle Tout sur Jamel au Zénith de Paris, retransmise en direct sur la chaîne de télévision M6.
Il préside la 38e cérémonie des César le 22 février 2013 au théâtre du Châtelet à Paris.
En 2013 encore, on le voit dans La Marche, de Nabil Ben Yadir, un film dramatique consacré à la « marche des Beurs » de 1983. En 2015, il passe pour la première fois à la réalisation pour un projet de longue haleine, le film d'animation pour enfants Pourquoi j'ai pas mangé mon père, dans lequel il interprète également l'un des rôles principaux.
En 2017, Jamel Debbouze est soupçonné comme de nombreux autres humoristes français, tels que Tomer Sisley, Michel Leeb, Gad Elmaleh, Malik Bentalha ou encore Arthur d'avoir copié des humoristes américains.
Après une tournée de rodage, Jamel Debbouze fait son grand retour sur scène avec un nouveau spectacle « Maintenant ou Jamel » en 2018.
En 2019, Jamel Debbouze s'engage à rendre son cachet de 60 000 euros après un spectacle raté à Ivry-sur-Seine.
Jamel est au doublage pour les voix françaises de la peluche Ducky pour le film d'animation Toy Story 4 et du suricate Timon dans Le Roi lion.
Annulé en 2020 et 2021 en raison de la crise sanitaire, le Marrackech du rire revient en force pour fêter en juin 2022 sa 10e édition.
Par la suite, il réussit une belle performance dans Le Nouveau Jouet sorti en octobre 2022 avec Daniel Auteuil, le remake d'une comédie des années 1970 devenue culte, Le Jouet (1976), de Francis Veber.

### Vie privée

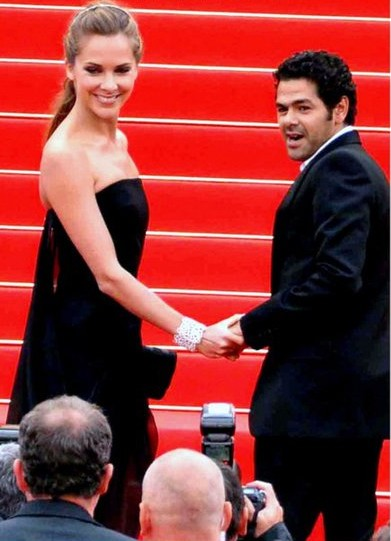
Jamel Debbouze avec Mélissa Theuriau au festival de Cannes 2010.

De 2004 à 2006, Jamel Debbouze est le compagnon de l’écrivaine Saphia Azzeddine.
En janvier 2007, lors d'un festival, il rencontre la journaliste Mélissa Theuriau. Ils se marient le 7 mai 2008 au domaine de l'abbaye des Vaux de Cernay à Cernay-la-Ville (Yvelines), cérémonie menée par le père Guy Gilbert. Ils ont un fils, Léon Ali Debbouze, né le 3 décembre 2008 et une fille, Lila Fatima Brigitte Debbouze, née le 28 septembre 2011.
Son frère, Karim Debbouze, qui l'a accompagné à ses débuts et qui, désormais, ne travaille plus avec l'humoriste à la suite de différends financiers, est cofondateur du festival Marrakech du Rire,.

### Engagements politiques
Sympathisant de gauche et notamment du Parti socialiste, il affiche sa proximité avec Ségolène Royal, alors candidate à l'élection présidentielle de 2007, lors d'une émission du Grand Journal. Il l'invite également lors de la dernière représentation du Jamel Comedy Club envahit le Casino de Paris, et fait monter la candidate socialiste sur scène en précisant que « son cœur est à gauche » et qu'il est « royaliste ».
En août 2011, il annonce qu'il votera à gauche en 2012 et il soutient Martine Aubry dans sa primaire socialiste en disant : « J'aime cette meuf », ajoutant « qu’elle est une maire exemplaire comme on a pu le voir à Lille. Sur les jeunes ou sur l'écologie, elle est à la pointe. Et en plus elle a un super mentor qui est Jacques Delors ».
Le 23 juin 2011, il soutient la dépénalisation universelle de l'homosexualité en signant une charte avec de nombreuses personnalités.
Martine Aubry ayant échoué durant le scrutin socialiste, il soutient ensuite François Hollande, le candidat PS à l'élection présidentielle de 2012.
Jamel Debbouze a à plusieurs reprises vanté le roi du Maroc Mohammed VI dont il est présenté par Slate Afrique « comme l’ami VIP ». Pour le magazine Marianne, la proximité de l'humoriste avec le pouvoir marocain serait en contradiction avec les positions politiques qu'il défend en France.
En 2017, il encense le président de la République Emmanuel Macron qui selon lui « donne à la France une image extraordinaire ».
En 2018, il affirme qu'un président lui aurait proposé un poste dans le gouvernement, poste qu'il aurait refusé. On ne sait pas de quel gouvernement il s'agit.
En 2024, il fait partie de la délégation de personnalités à se rendre au Maroc avec Emmanuel Macron.

## Carrière

### Spectacles
- 1995 : C'est tout neuf (ça sort de l'œuf)
- 1999 : Jamel en scène
- 2004 : 100 % Debbouze
- 2007 : Le Jamel Comedy Club envahit le Casino de Paris
- 2011 : Tout sur Jamel
- 2018 : Maintenant ou Jamel

### Gala
- 2011-2022 : Le Marrakech du rire

### DVD
- 2000: Le très très bien de Jamel (compilation de sketch)
- 2002 : Jamel en vrai...
- 2010 : Made in Jamel

### Filmographie

#### Comme acteur
Cinéma

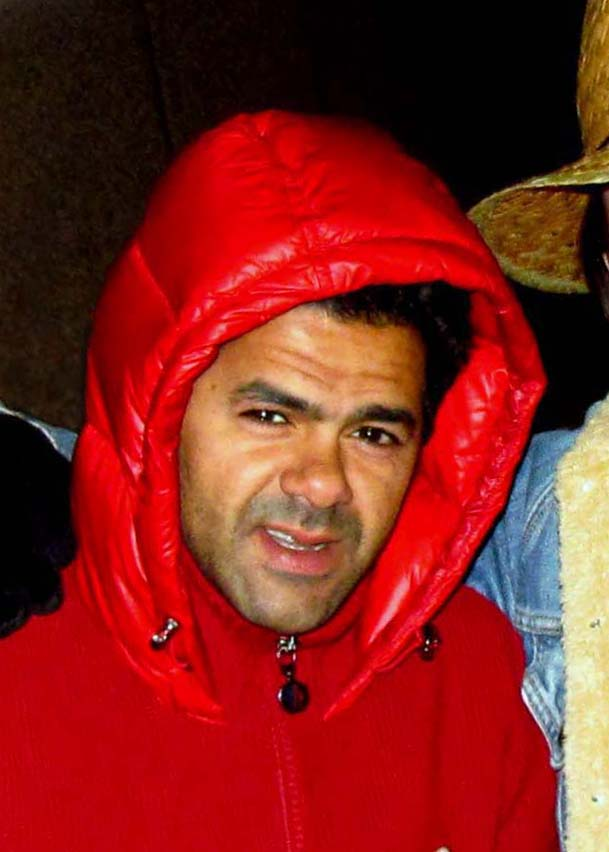
Jamel le 31 janvier 2012 au théâtre de Charleroi.

- 1996 : Les Deux Papas et la Maman de Jean-Marc Longval et Smaïn : Jamel
- 1998 : Zonzon de Laurent Bouhnik : Kader
- 1999 : Le Ciel, les Oiseaux et… ta mère ! de Djamel Bensalah : Youssef
- 2001 : Le Fabuleux Destin d'Amélie Poulain de Jean-Pierre Jeunet : Lucien
- 2002 : Astérix et Obélix : Mission Cléopâtre d'Alain Chabat : Numérobis
- 2002 : Le Boulet d'Alain Berbérian et Frédéric Forestier : le maton marocain
- 2003 : Les Clefs de bagnole de Laurent Baffie : lui-même
- 2004 : She Hate Me de Spike Lee : Doak
- 2005 : Angel-A de Luc Besson : André
- 2006 : Indigènes de Rachid Bouchareb : Saïd
- 2008 : Astérix aux Jeux olympiques de Frédéric Forestier et Thomas Langmann : Numérobis
- 2008 : Parlez-moi de la pluie d'Agnès Jaoui : Karim
- 2010 : Hors-la-loi de Rachid Bouchareb : Saïd
- 2011 : Poulet aux prunes de Marjane Satrapi et Vincent Paronnaud : le Mendiant / Houshang
- 2011 : Hollywoo de Frédéric Berthe : Farres Cevennes
- 2012 : Sur la piste du Marsupilami d'Alain Chabat : Pablito Camaron
- 2012 : 360 de Fernando Meirelles : dentiste musulman à Paris
- 2013 : Né quelque part de Mohamed Hamidi : cousin de Farid
- 2013 : La Marche de Nabil Ben Yadir : Hassan
- 2015 : Pourquoi j'ai pas mangé mon père de lui-même : Édouard
- 2016 : La Vache de Mohamed Hamidi : Hassan
- 2018 : Alad'2 de Lionel Steketee : Shah Zaman
- 2022 : Le Nouveau Jouet de James Huth : Samy
- 2022 : Citoyen d'honneur de Mohamed Hamidi : le gardien du cimetière
- 2025 : Mercato de Tristan Séguéla : Driss Berzane
- 2026 : Marsupilami de Philippe Lacheau : Pablito Camaron

Courts métrages
- 1992 : Les Pierres bleues du désert de Nabil Ayouch : jeune Marocain incompris
- 1996 : Y'a du foutage dans l'air de Djamel Bensalah
- 1998 : Un pavé dans la mire de Bruno Piney
- 1999 : Rêve de cauchemar de Cyril Sebas
- 1999 : Les Petits Souliers d'Olivier Nakache et Eric Toledano : Zinedine Haouita
- 2000 : Granturismo de Denis Thybaud : François
- 2020 : L'Autre Moi de Cyprien Iov : lui-même

Documentaires
- 2002 : Zinédine Zidane : Comme dans un rêve d'Alix Delaporte
- 2002 : Jamel en vrai... de Karim Debbouze
- 2011 : L'Entrée des trappistes de Mélissa Theuriau
- 2014 : Liberté, égalité, improvisez, de Mélissa Theuriau
- 2015 : Cinq ans avec Jamel, de Laïd Liazid

Séries télévisées
- 1998-2002 : H, Canal+ : Jamel Driddi
- 2009 : Inside Jamel Comedy Club, Canal+ : Lui-même
- 2012 : Bref. (Épisode 72 : Bref. J'ai fait une soirée déguisée (partie 2)), Canal+ : lui-même
- 2024 : Terminal, Canal+ : Max

Émissions
- 1993 : Les Artistes de l'émigration, 2M
- 1998 : Le Cinéma de Jamel, Canal +
- 2007 : François L'Embrouille : Tour de France, Comédie+

#### Doublage
Films
- 1998 : Dr Dolittle : Rodney le cochon d'Inde (Chris Rock) (voix)
- 2009 : Le Chihuahua de Beverly Hills : Manuel (Cheech Marin) (voix)

Films d'animation
- Billy Eichner dans :
  - Le Roi Lion (2019) : Timon (voix)
  - Mufasa : Le Roi lion (2024) : Timon[51] (voix)

- 2000 : Dinosaure : Zini[n 1]
- 2013 : Monstres Academy : Art[n 2]
- 2019 : Toy Story 4 : Ducky[n 3]

#### Comme réalisateur
- 2015 : Pourquoi j'ai pas mangé mon père
- 2024 : Terminal (série télévisée, Canal+)

#### Comme producteur
Producteur délégué
- 2004 : She Hate Me de Spike Lee

Producteur
- 2006 : Indigènes de Rachid Bouchareb
- 2009 : Puisque nous sommes nés de Jean-Pierre Duret et Andrea Santana

Coproducteur
- 2015 : La Petite Histoire de France de Vincent Burgevin, Jonathan Barré, Virginie Lovisone, Vladimir Rodionov et Marie-Hélène Copti

#### Comme présentateur
- 2014 : Frères d'armes de Rachid Bouchareb et Pascal Blanchard : présentation de Hammou Moussik et Đỗ Hữu Vị

#### Clips musicaux
- 1999 : Tomber la chemise de Zebda
- 2003 : Sales gosses de Dadoo
- 2009 : Célébration de 113
- 2017 : Personne de Bigflo et Oli
- 2021 : Y'a du soleil de Christophe Maé

### Parcours en radio
- 1995 : Le K-X sur Radio Nova
- 2009 : Maghreb United, Générations
- 2012 : C'est quoi ce bordel ?, Rire et Chansons

### Internet
- 2022 : Hot Ones, présentée par Kyan Khojandi

## Discographie
- 2002 : Mission Cleopatra - Snoop Dogg feat. Jamel Debbouze
- 2009 : Célébration - 113 feat. Awa et Jamel Debouzze

## Distinctions

### Décorations
- 2013 :  Officier de l'ordre des Arts et des Lettres[52].

### Récompenses
- Coq de cristal 2004 de la Communauté française de Belgique.
- Festival de Cannes 2006 : Prix d'interprétation masculine — attribué collectivement à l'ensemble des principaux comédiens — pour Indigènes

### Nominations
- César 2002 : César du meilleur acteur dans un second rôle pour Le Fabuleux Destin d'Amélie Poulain
- César 2003 : César du meilleur acteur dans un second rôle pour Astérix et Obélix : Mission Cléopâtre

### Hommages
- Jamel Debbouze est cité et imité dans La Vie normale, le deuxième spectacle de Gad Elmaleh.